# مانا (فیلم)
مانا فیلمی به کارگردانی و نویسندگی علیرضا رزازی فر محصول سال ۱۳۸۷ است.

## بازیگران
- رویا نونهالی
- نگین صدق‌گویا
- مریم کاویانی
- کیکاووس یاکیده
- نگار عابدی
- نسیم ادبی